# Wilhelm Becker (Admiral)
Wilhelm Becker (* 22. Februar 1860 in Bremen; † 10. Oktober 1933 ebenda) war ein deutscher Konteradmiral der Kaiserlichen Marine.

## Leben

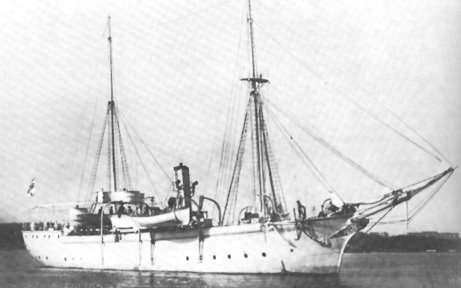
1898 wurde Kapitänleutnant Becker Kommandant des zur Westafrikanischen Station gehörenden Kanonenbootes Hyäne.

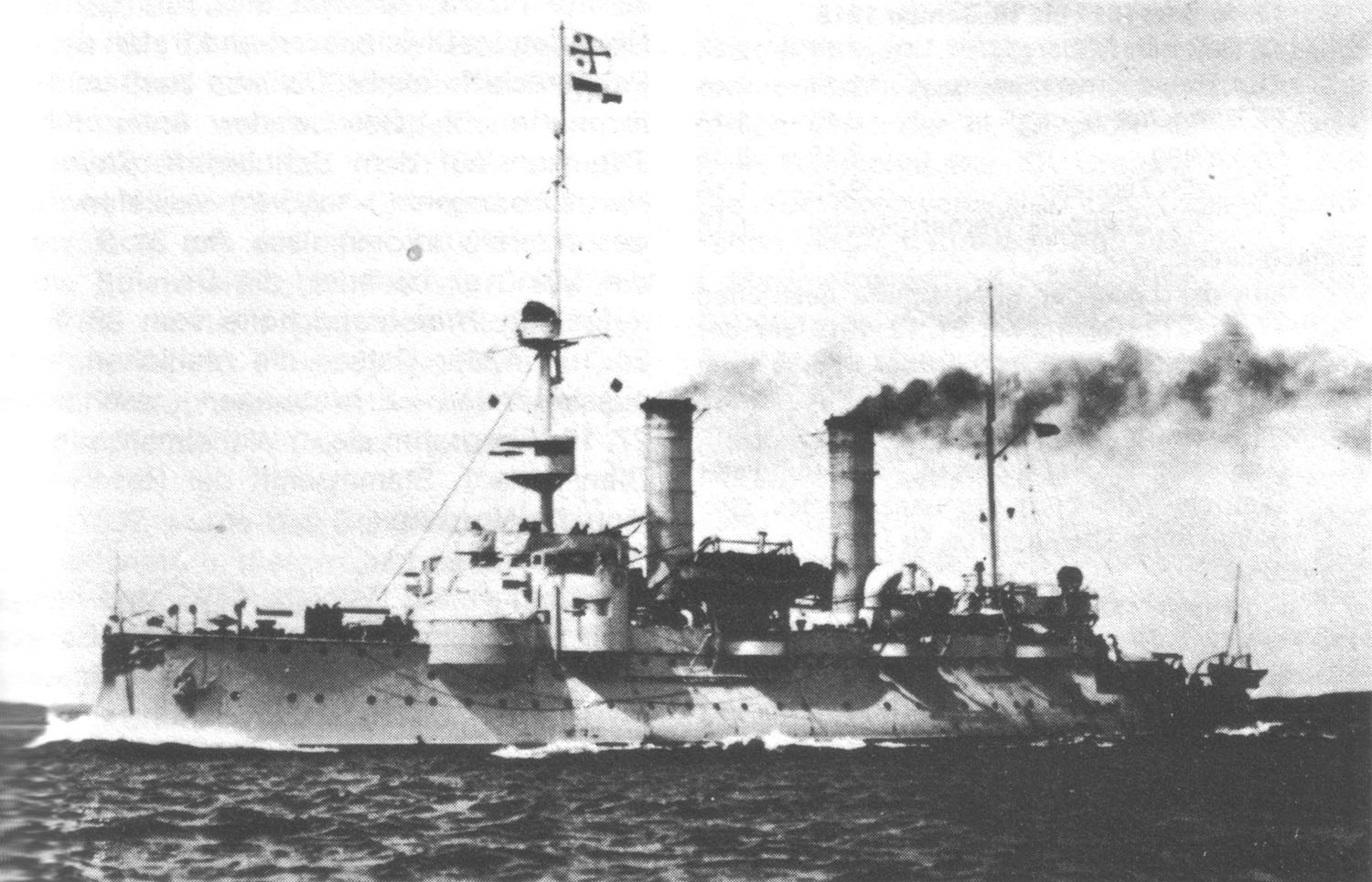
Korvettenkapitän Becker war zwischen 1902 und 1903 Kommandant des Küstenpanzerschiffs Hildebrand.

Wilhelm Becker trat nach dem Schulbesuch am 21. April 1877 als Kadett in die Kaiserliche Marine ein und wurde der Marinestation der Nordsee in Wilhelmshaven zugeordnet. Er fand nach Abschluss seiner Ausbildung zum Seeoffizier verschiedene Verwendungen. Am 17. Februar 1885 wurde er zum Leutnant zur See befördert und war 1891 Adjutant in der Schiffsprüfungskommission sowie der Marineakademie Kiel. Am 21. Dezember 1891 wurde er zum Kapitänleutnant befördert.
Ende September 1894 wurde Becker Adjutant im Stab der Marinestation der Nordsee. Anschließend war er von Oktober 1896 bis zur zwischenzeitlichen Außerdienststellung zum 23. Oktober 1897 Kommandant des zur Westafrikanischen Station gehörenden Kanonenbootes Hyäne, mit der er an Aufträgen in Liberia beteiligt war. Vom 24. Oktober 1897 bis 24. September 1898 war er Erster Offizier (I.O.) auf dem Panzerschiff Brandenburg, dessen Kommandanten zwischen September 1897 und September 1899 Kapitän zur See Erich von Dresky sowie von September 1899 bis September 1901 Kapitän zur See Carl Rosendahl waren. Bis Mai 1899 wurde er als Kompanieführer der I. Werft-Division eingesetzt und war bis Ende November 1898 zeitgleich mit der Wahrnehmung der Geschäfte als Divisionskommandeur beauftragt. Danach wurde er für den Indienststellungszeitraum von Mai 1899 bis September 1899 Kommandant des Schulschiffs Grille, ein als Aviso bezeichnetes und am 3. Juni 1858 in Dienst gestelltes Schiff der preußischen Marine. Ab dem 20. September 1899 war er bis 29. September 1902 zur Verfügung des Stationschef der Marinestation der Ostsee und Mitglied der Schiffsprüfungskommission. Als Nachfolger von Korvettenkapitän Job von Witzleben wurde er im September 1902 Kommandant der Hildebrand, das fünfte Schiff der Siegfried-Klasse, einer Klasse von acht Küstenpanzerschiffen. Während dieser Verwendung wurde er zum Fregattenkapitän befördert. Dieses Kommando hatte er bis Mai 1903 und wurde daraufhin von Korvettenkapitän Paul Schlieper abgelöst und kam zur Verfügung zur I. Marine-Inspektion. Von Juli 1903 bis Oktober 1903 war er erneut Kommandant der Hildebrand.
Fregattenkapitän Wilhelm Becker übernahm am 16. Oktober 1903 den Posten als Vorstand des Zentralressorts der Kaiserlichen Werft Wilhelmshaven. Am 17. Mai 1904 erfolgte seine Beförderung zum Kapitän zur See sowie 1905 zusätzlich die Ernennung zum Assistenten des Oberwerftdirektors Konteradmiral Carl Wodrig war. Bis Ende März 1906 blieb er an der Werft in Wilhelmshaven. Als Mitte Mai 1906 die Lothringen in Dienst gestellt wurde, übernahm er das Kommando über das Schiff, blieb aber nur bis Juli 1906 in diesem Kommando. Am 3. August 1906 wurde er erster Kommandant des neu in Dienst gestellten Einheitslinienschiffs Deutschland, verblieb in dieser Verwendung allerdings nur einen Monat bis zu seiner Ablösung durch Kapitän zur See Günther von Krosigk im September 1906. Er selbst wiederum wurde im September 1909 Nachfolger von Kapitän zur See Georg Friedrich Scheibel als Kommandant der Wettin, das zweite Schiff der Wittelsbach-Klasse, einer Klasse von fünf Einheitslinienschiffen. Auf diesem Posten verblieb er bis September 1907 und wurde daraufhin im Oktober 1907 von Kapitän zur See Wilhelm Souchon abgelöst. Vom 1. Oktober 1907 bis 30. September 1908 war er Kommandeur der I. Matrosen-Division. Anschließend war er bis 13. Oktober 1908 zur Verfügung des Chefs der Marinestation der Ostsee gesetzt. Zum 13. Oktober 1908 wurde er unter Verleihung des Charakters als Konteradmiral zur Disposition gestellt.
Während seiner langjährigen Verwendungen erhielt Becker durchschnittliche bis gute Beurteilung und wurde zuletzt 1907 von Vizeadmiral Henning von Holtzendorff, Chef des I. Geschwaders der Hochseeflotte, als geeignet für technische Institutionen sowie als Oberwerftdirektor und somit für die Beförderung zum Konteradmiral beurteilt, wobei der Chef der Hochseeflotte Prinz Heinrich von Preußen über ihn urteilte, dass er als Flaggoffizier nur in Landstellungen Verwendung finden kann.